# Maurice Diot
Maurice Diot (París, 13 de juny de 1922 - Migennes, 4 de març de 1972) va ser un ciclista francès que fou professional entre 1946 i 1958. Entre els ciclistes era anomenat el tinyòs. En el seu palmarès destaquen una etapa al Tour de França de 1947 i la París-Brussel·les de 1949.

## Palmarès
- 1946
  - 1r del Tour de la Manche i vencedor d'una etapa
  - 1r del Circuit de Cantal
  - 1r del Premi de Nouan-le-Fuzelier
  - Vencedor d'una etapa de la París-Niça
- 1947
  - 1r del Gran Premi d'Esperaza
  - Vencedor d'una etapa del Tour de França
- 1948
  - Vencedor d'una etapa del Tour de l'Oest
  - 1r del Premi de Nouan-le-Fuzelier
- 1949
  - 1r de la París-Brussel·les
  - 1r del Circuit de Viena
  - Vencedor d'una etapa de la París-Saint-Etienne
- 1950
  - 1r del Circuit dels Boucles del Sena
  - 1r del Circuit de Viena
  - 1r del Gran Premi Catox
  - Vencedor d'una etapa dels Boucles de la Gartempe
- 1951
  - 1r de la París-Brest-París
  - 1r del Gran Premi de l'Echo d'Oran
  - Vencedor d'una etapa dels Boucles de la Gartempe
- 1952
  - 1r del Gran Premi del Pneumàtic
  - 1r del Premi de Salon
- 1954
  - 1r del Tour de Loiret
  - Vencedor de 2 etapes al Tour d'Europa

### Resultats al Tour de França
- 1947. 49è de la classificació general i vencedor d'una etapa
- 1948. Abandona (13a etapa)
- 1949. Abandona (10a etapa)
- 1951. Abandona (20a etapa)
- 1953. 60è de la classificació general
- 1955. Abandona (7a etapa)